# Heteropenaeus longimanus
Heteropenaeus longimanus is een tienpotigensoort uit de familie van de Penaeidae. De wetenschappelijke naam van de soort is voor het eerst geldig gepubliceerd in 1896 door De Man.